# Lura (zangeres)
Lura, geboren als Maria de Lurdes Assunção Pina (Lissabon, 31 juli 1975), is een Kaapverdiaans-Portugese zangeres en muzikante. Ze is geboren in Portugal en haar ouders komen uit Kaapverdië. Ze groeide op in een creoolse wijk in Lissabon.
Lura’s muziek is gebaseerd op traditionele Kaapverdiaanse stijlen zoals morna, coladeira, funaná en batuku, maar bevat ook invloeden uit andere Afrikaanse en westerse muziekstijlen.

## Loopbaan
Lura werd op jonge leeftijd ontdekt door zanger Juka die haar inhuurde als danseres en achtergrondzangeres. Ze werkte als danseres en achtergrondzangeres voor Cesária Évora, zong een duet met Bonga en werkte samen met Tito Paris. In 1996 bracht ze haar debuutalbum uit. 
Haar tweede album, In Love (2002), bracht ze uit bij Lusafrica. Tcheka schreef enkele songs voor dit album. Haar volgende albums leverden haar internationaal succes op. Ze toerde in Europa en Noord Amerika en werd met Di Korpu Ku Alma genomineerd voor een BBC Radio 3 Award for World Music (in de categorieën Afrika en Nieuwkomer) en voor de Franse muziekprijs Victoires de la Musique (in de categorie beste wereldmuziekalbum). In 2010 bracht ze een 'Best of' album uit inclusief een duet met Cesária Évora. In 2022 werd Lura genomineerd voor een Songlines Music Award in de categorie 'Best Artist' voor haar album 'Herança'. Op dit album zong ze duetten met Richard Bona en Elida Almeida. Songlines beoordeelde de albums 'Best of' en 'Herança' met vijf sterren. Op Lura's album Multicolor (2023) zong ze een duet met Angélique Kidjo.
Lura gaf in Nederland en België optredens op verschillende festivals: ze stond op North Sea Jazz, Amsterdam Roots, het Afrika Festival, Esperanzah! en het Afro-Latino Festival. 
Lura wordt door critici geprezen voor haar veelzijdigheid, en voor de manier waarop ze Kaapverdische muziek vernieuwt door Kaapverdische stijlen en ritmes te combineren met Latijns-Amerikaanse, Afrikaanse en Europese invloeden. De Portugese krant Jornal de Notícias noemde Lura in 2023 een van de belangrijkste stemmen in de Portugeestalige (lusofone) cultuur.

## Discografie
- Nha Vida (1996)
- In Love (2002)
- Di Korpu Ku Alma (2005)
- M'bem Di Fora (2006)
- Eclipse (2009)
- Best Of' (2010)
- Herança (2015)
- Multicolor (2023)